# جوپاتوون (مریلند)
جوپاتوون (به انگلیسی: Joppatowne) شهری در ایالت مریلند کشور ایالات متحده آمریکا است که جمعیت آن در سرشماری سال ۲۰۱۰ میلادی، ۱۲٬۶۱۶ نفر بوده‌است.